# Sankhuwasabha
Der Distrikt Sankhuwasabha (Nepali सङ्खुवासभा जिल्ला) ist ein Distrikt in Nepal und gehört seit der Verfassung von 2015 zur Provinz Koshi.
Bei der Volkszählung 2001 hatte er 159.203 Einwohner; im Jahre 2011 waren es 158.742.
Der Distrikt ist geprägt vom tiefen Tal des Arun, einem der drei großen Flüsse Nepals, dem ein hohes Wasserkraftpotential zugeschrieben wird.
Im Distrikt lebende indigene Völker sind u. a. die Yakkhas, Lohorung, Kulung, Rai, Gurung und Limbu.

## Verwaltungsgliederung
Städte im Distrikt Sankhuwasabha:
- Chainpur
- Khandbari
- Madi
- Dharmadevi
- Panchkhapan

Gaunpalikas (Landgemeinden):
- Bhotkhola
- Chichila
- Makalu
- Sabhapokhari
- Silichong